# Province ecclésiastique de Clermont

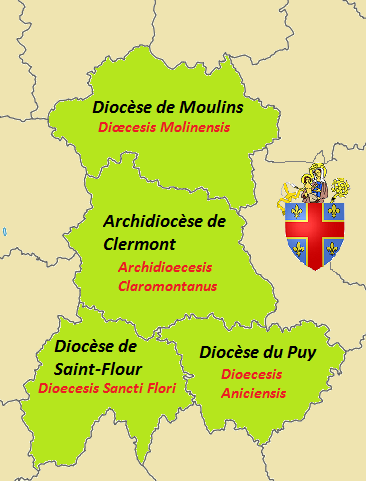
Province ecclésiastique de Clermont.

La province ecclésiastique de Clermont (en latin de curie : Claromontanus) est une des quinze provinces ecclésiastiques de l'Église catholique en France et fait partie des nouvelles provinces ecclésiastiques françaises érigées par décret du 8 décembre 2002, à partir de diocèses appartenant jusqu'alors aux provinces ecclésiastiques des archidiocèses de Bourges et de Sens.
L'archidiocèse de Clermont était lui-même suffragant de Bourges.
La province épouse les limites de la région administrative d'Auvergne.
|  |

## Diocèses suffragants
- Diocèse de Moulins
- Diocèse du Puy-en-Velay
- Diocèse de Saint-Flour